# CD Baza
CD Baza is een Spaanse voetbalclub. Thuisstadion is het Constantino Navarro in Baza in de provincie Granada in de autonome regio Andalusië. Het team speelt sinds 2008/09 in de Tercera División.

## Historie
In 1980 speelt CD Baza voor het eerst in de Tercera División. Na acht vrij anonieme jaren verdwijnt de club uit het professionele voetbal. In 1993 keert de club weer terug en na een sterk eerste jaar (vijfde plaats) degradeert de club drie seizoenen later. In 2001 keert CD Baza weer terug in de Tercera División, nu met meer succes. In 2004/05 wordt de club kampioen van haar divisie en promoveert het na de play-offs naar de Segunda División B. In haar eerste seizoen daar weet de club zich ternauwernood te handhaven via de play-offs voor degradatie. In het seizoen 2006/07 behaalt het haar hoogste klassering ooit: een twaalfde plaats. Een jaar later degradeert CD Baza weer naar de Tercera División. In de play-offs speelt het tegen UD Villa de Santa Brígida tweemaal met 0-0 gelijk, maar het neemt de strafschoppen slechter.
In totaal speelde de club 16 jaar in de Tercera División en is het seizoen 2007/08 het derde seizoen in de Segunda División B.

## Gewonnen prijzen
- Tercera División: 2004/05

## Bekende (ex-)speler
- Prince Asubonteng